# Andrej Jezeršek
Andrej Jezeršek, slovenski nordijski kombinatorec, * 22. marec 1982, Kranj.
Jezeršek je za Slovenijo nastopil na Zimskih olimpijskih igrah 2002 v Salt Lake Cityju, kjer je na posamični tekmi dosegel 13., na šprintu pa 12. mesto.